# Vretstorp
Vretstorp er et byområde i den vestlige del af Hallsbergs kommun i Örebro län i Sverige.

## Historie
Navnet Vretstorp kan komme af vret ("lille indhegnet ager"). En anden mulighed er at Vret- kommer af vred i betydningen "vejkrog". Efterledet -torp betyder "nybygge".
Med jernbanens udvidelse fra Hallsberg over Tiveden til Västergötland blev centrum af Viby socken flyttet fra kyrkbyen til den nordlige ende af Vibysjön cirka to kilometer syd for stationsbebyggelsen Vretstorp. I første halvdel af 1900-tallet, da Vretstorp havde sin blomstringstid, blev der blandt andet fremstillet tærskeværk i byen.
Vretstorp ligger i Viby socken og indgik efter kommunalreformen i 1862 i Viby landskommun. I denne indrettedes der til byen den 20. april 1945 Vretstorps municipalsamhälle, som blev opløst den 31. december 1955. Byen indgik i årene 1965 til 1971 i Hallsbergs köping, og har siden 1971 været en del af Hallsbergs kommun.
I august 2015 udbrød der en brand i en garage i Vretstorp, hvor 5-6 huse blev skadet og 50-60 brandmænd fra flere forskellige brandstationer forsøgte at slukke branden.

## Bebyggelsen
I Vretstorp ligger skolen Fredriksberg (fra 1. til 6. klasse samt førskole og daginstitution med flere afdelinger), med både friidrætsanlæg og spontanlegeplads i nærheden. Der findes også teaterlokalet Magiska teatern og Vretstorps Folkets park. Bebyggelsen indeholder også en dagligvarebutik og småbutikker, pizzeria samt Viiby krog en kilometer nord for Vretstorp.

## Forbindelser
Motorvej E20 med til- og frakørsel Vretstorp passerer forbi bebyggelsen.

## Billeder
- Kristallkyrkan
- ICA-butikken
- Folkets park